# Clifton with Glapton
Clifton with Glapton var en civil parish fram till 1952 när blev den en del av Nottingham, Beeston and Stapleford och Barton in Fabis, i grevskapet Nottinghamshire, i England. Civil parish hade 328 invånare år 1951.